# أوتودسك
أوتوديسك (بالإنجليزية: Autodesk)‏ هي شركة برمجيات أمريكية متعددة الجنسيات تصنع منتجات وخدمات برمجية للهندسة المعمارية والهندسة والبناء والتصنيع والإعلام والتعليم والصناعات الترفيهية. يقع المقر الرئيسي لشركة Autodesk في سان رافائيل، كاليفورنيا، وتتميز بمعرض لأعمال عملائها في مبنى سان فرانسيسكو. لدى الشركة مكاتب في كل دول العالم. ومواقعها في الولايات المتحدة هي كاليفورنيا وأوريغون وكولورادو وتكساس وميشيغان ونيو هامبشاير وماساتشوستس. تقع مكاتبها في كندا في أونتاريو وكيبيك وألبرتا.
تأسست الشركة في عام 1982 على يد جون ووكر، الذي شارك في تأليف الإصدارات الأولى من برنامج أوتوكاد. يتم استخدام برنامج أوتوكاد، وهو برنامج التصميم بمساعدة الحاسوب (CAD) الرائد للشركة وبرنامج ريفيت بشكل أساسي من قبل المهندسين المعماريين والمهندسين والمصممين الإنشائيين لتصميم المباني وصياغتها ونماذجها وغيرها من الهياكل. تم استخدام برنامج أوتوديسك في العديد من المجالات، وفي مشاريع من مركز التجارة العالمي 1 إلى سيارات تيسلا الكهربائية.
اشتهرت أوتوديسك بـ أوتوكاد، لكنها تطور الآن مجموعة واسعة من البرامج للتصميم والهندسة والترفيه - ومجموعة من البرامج للمستهلكين، بما في ذلك سكيتش بوك [الإنجليزية]. يستخدم مجتمع الصناعة برامج النماذج الأولية [الإنجليزية] الرقمية من أوتوديسك - بما في ذلك أوتودسك إنفنتر (بالإنجليزية: Autodesk Inventor)‏ وفيجون 360 (بالإنجليزية: Fusion 360)‏ ومجموعة أوتوديسك لتصميم المنتجات (بالإنجليزية: Autodesk Product Design Suite)‏ - لتصوير ومحاكاة وتحليل الأداء في العالم الحقيقي باستخدام نموذج رقمي في عملية التصميم. تم تصميم خط برنامج ريفيت الخاص بالشركة لنمذجة معلومات البناء للسماح للمستخدمين باستكشاف تخطيط وبناء وإدارة المبنى افتراضيًا قبل بنائه.
يقوم قسم قسم وسائل الإعلام والترفيه [الإنجليزية] بإنشاء برامج للتأثيرات المرئية وتدريج الألوان والتحرير بالإضافة إلى الرسوم المتحركة وتطوير الألعاب وتصور التصميم. ثري دي ماكس (بالإنجليزية: 3ds Max)‏ ومايا (بالإنجليزية: Maya)‏ كلاهما من برامج الرسوم المتحركة ثلاثية الأبعاد المستخدمة في المؤثرات البصرية للأفلام وتطوير الألعاب.
تقسم الشركة إلى أربعة أقسام:
حلول التصنيع
الهندسة والبناء
الوسائط المتعددة والترفيه
إنشاء ودعم الأعمال

## المنتجات
- أوتوكاد
- إنفنتر
- ميكانيكال دسكتوب
- سفل ثري دي
- ثري دي إس ماكس
- مايا
- مد بكس
- ريفيت

### المنصات
يقوم «قسم حلول النظام الأساسي والأعمال الناشئة» (PSEB) بتطوير وإدارة أساس المنتجات لمعظم عروض أوتوديسك عبر أسواق متعددة، بما في ذلك منتج أوتوديسك الرائد أوتوكاد (بالإنجليزية: AutoCAD)‏ وأوتوكاد لايت (بالإنجليزية: AutoCAD LT)‏ وأوتوكاد لنظام التشغيل ماك أو إس وتطبيق الهاتف المحمول أوتوكاد (سابقًا أوتوكاد 360 (بالإنجليزية: AutoCAD 360)‏). تعد مجموعة أوتوديسك والاشتراكات وخدمات الويب، والتي تشمل أوتوديسك كلاويد وأوتوديسك لاب وجلوبال إنجيرنج جزءًا من «قسم حلول النظام الأساسي والأعمال الناشئة». في ما كان يُنظر إليه على أنه خطوة غير عادية لصانع برمجيات الأعمال المتطورة، بدأت أوتوديسك في تقديم أوتوكاد لايت 2012 لنظام ماك أو إس من خلال متجر برامج الماك. جزء أيضًا من «قسم حلول النظام الأساسي والأعمال الناشئة» هو «أوتوديسك مجموعة منتجات العملاء»، والذي تم إنشاؤه في نوفمبر 2010 لإثارة الاهتمام بالتصميم ثلاثي الأبعاد و «تعزيز موجة جديدة من المصممين الذين يتوقون لبرامج متطورة». تشمل المنتجات من المجموعة سكيتش بوك (بالإنجليزية: SketchBook)‏. يتراوح المستخدمون من الأطفال والطلاب والفنانين إلى الصناع وأصحاب الأعمال اليدوية.

### التدريب والشهادة
تقدم أوتوديسك شهادات في فئتين: مستخدم مُعتمد من أوتوديسك ومحترف متقدم مُعتمد.
- مستخدم معتمد من أوتوديسك: يُتحقق من مهارات مستوى الدخول في منتجات أوتوديسك الرئيسية. مصمم للطلاب والمعلمين الذين يرغبون في إثبات الكفاءة الأساسية. المناهج والمناهج التعليمية والامتحانات المقدمة للدراسة المستقلة أو التكامل المؤسسي.
- المحترف المعتمد المتقدم: يَتحقق من المهارات الأكثر تقدمًا، بما في ذلك تحديات سير العمل والتصاميم المعقدة. مُصمم للطلاب الذين يبحثون عن ميزة تنافسية في مجال منتج معين.

### العمارة والهندسة والبناء
يقع المقر الرئيسي لمجموعة الهندسة المعمارية والهندسة والبناء (AEC) في بوسطن، ماساتشوستس، في مبنى ليد بلاتينيوم والذي صُمم وبُني باستخدام برامج أوتوديسك. تشمل حلول الهندسة المعمارية والهندسة والبناء في أوتوديسك برنامج أوتوكاد وريفيت (بالإنجليزية: Autodesk Revit)‏، وهو منتجهم الرئيسى لنمذجة معلومات البناء العلائقية. يقوم قسم الهندسة المعمارية والهندسة والبناء أيضًا بتطوير وإدارة البرامج الخاصة بصناعة البناء، بما في ذلك أدوات منتجات بيم 360 (بالإنجليزية: BIM 360)‏ وأدفانس ستيل [الإنجليزية] (بالإنجليزية: Advance Steel)‏ ونافيس وركس (بالإنجليزية: NavisWorks)‏ (تم ضمه عام 2007)، تُستخدم تلك المنتجات في صناعة البنية التحتية، بما في ذلك الأعمال المدنية ثلاثية الأبعاد والبنية التحتية، وصناعة الهندسة الكهربائية والميكانيكية، بما في ذلك التصنيع كادميب. تُساعد خدمات سوق أوتوديسك عُملائه على تدريب فريقهم في صناعة الهندسة المعمارية والهندسة والبناء. تشمل المشاريع التي استخدمت برمجيات من قسم أوتوديسك «الهندسة المعمارية والهندسة» والبناء مبنى ناسا أميس، جسر خليج سان فرانسيسكو، برج شنغهاي، ومركز التجارة العالمي 1 في نيويورك.

### الهندسة الوراثية
Autodesk Life Sciences أوتوديسك علوم الحياة عبارة عن مجموعة أدوات قابلة للتوسيع للهندسة الوراثية. إنه يصور كود الحمض النووي (عارض الجزيء)، ولديه أداة لكتابة كود الحمض النووي (المُنشئ الجيني). تسمح الأداة بالعمل على مستوى الجزيء، بدلاً من بنيات مستوى القاعدة النووية (A ،C ،G ،T). في عام 2018، تم تعليق جميع المشاريع.

### التصنيع
يقع المقر الرئيسي لمجموعة صناعة التصنيع في أوتوديسك في بورتلاند، أوريغون. تُستخدم برامج التصنيع الخاصة بالشركة في قطاعات التصنيع المختلفة، بما في ذلك الآلات الصناعية، والكهروميكانيكية، والأدوات والقوالب، والمعدات الصناعية، ومكونات السيارات، والمنتجات الاستهلاكية. المنتجات الرئيسية هي Fusion 360 فيوجن 360 وعائلتها (فيوجن 360 مع فيتشر كام FeatureCAM،  باور مِيل PowerMill،  باور شيب Powershape،  أو PowerInspect )، أوتوديسك إيلياس Autodesk Alias، أوتودسك إنفنتر Autodesk Inventor، أوتوديسك فولت Autodesk Vault، أوتوديسك سي إف دي Autodesk CFD (سابقًا أوتوديسك سيميوليشن سي إف دي Autodesk Simulation CFD)، ومولد فلو Moldflow، ونيتفاب Netfabb، وفي ريد VRED، ومجموعة تصميم وتصنيع المنتج، والتي تشمل إنفنتر ناستران nventor Nastran (المعروف سابقًا باسم Nastran In-CAD)، وإنفنتر كام Inventor CAM (المعروف سابقًا باسم أوتوديسك HSM وإنفنتر HSM)، وعمليات التحليل بواسطة إنفنتر Inventor Tolerance Analysis، وأدوات تصميم المصنع.

### وسائل الإعلام والترفيه
تم تصميم منتجات وسائل الإعلام والترفيه أوتوديسك لإنشاء الوسائط الرقمية وإدارتها وتسليمها، بدءًا من التأثيرات المرئية للأفلام والتلفزيون، وتدرج الألوان، والتحرير إلى الرسوم المتحركة، وتطوير الألعاب، وتصور التصميم. يقع مقر قسم الإعلام والترفيه في أوتوديسك في مونتريال، كيبيك. تم تأسيسها في 1999 بعد أن استحوذت شركة أوتوديسك. على شركة ديسكريد لوجك. ودمجت عملياتها مع كينيتيكس. في يناير 2006، استحوذت أوتوديسك على إلياس، وهي مطور لتقنية الرسومات ثلاثية الأبعاد. في أكتوبر 2008، استحوذت أوتوديسك على علامة سوفت إيماج من افيد. عروض المنتجات الرئيسية من قسم وسائل الإعلام والترفيه هي فليم، ومجموعة وسائل الإعلام والترفيه، والتي تشمل مايا Maya و ثري دي إس ماكس 3ds Max وأرنولد Arnold وموشن بيلدر MotionBuilder ومض بوكس Mudbox وريكاب برو ReCap Pro.
تم إنشاء الكثير من التأثيرات المرئية لـ أفاتار باستخدام وسائط أوتوديسك وبرامج الترفيه. مكّن برنامج أوتوديسك مخرج أفاتار جيمس كاميرون من توجيه الكاميرا إلى الممثلين الذين يرتدون بدلات التقاط الحركة في الاستوديو ورؤيتهم كشخصيات في عالم باندورا الخيالي في الفيلم. لعب برنامج أوتوديسك أيضًا دورًا في التأثيرات المرئية لـ أليس في بلاد العجائب، الحالة المحيرة لبنجامين بتن، هاري بوتر والأقداس المهلكة الجزء الأول، إنسيبشن، الرجل الحديدي 2، كينغ كونغ، المصارع، تايتانيك، وأفلام أخرى. تستخدم استوديوهات والت ديزني للرسوم المتحركة أيضًا أوتوديسك مايا لتزوير الشخصيات والرسوم المتحركة، حيث يتم استخدامها في أفلام مثل فروزن 2.

### الرندر (التصّيير)
تقوم أوتوديسك بتطوير وشراء العديد من المُصيّرات لأغراض مُحددة ولكن تم تجميع العديد من منتجات أوتوديسك مع مُصييّرات تابعة لجهات خارجية مثل نفيديا مينتال رآي أو Iray.
- أوتوديسك رآي تريسر (ART؛ المعروف أيضًا باسم RapidRT [27]) - مُصيير بسيط لتتبع المسار path tracing يعتمد على تقنية أوبتكور Opticore.[28][29]
- تتبع شعاع أوتوديسك في الوقت الحقيقي (Autodesk RTRT؛ سابقًا Opus RTRT) - مُحرك تصييّر تتبع الشعاع المستخدم في Autodesk Opticore Studio [30] وAutodesk Real-Time Ray Tracing Cluster
- أوتوديسك VRED - مُصيير OpenGL / Raytracing في الوقت الفِعلي وغير مُتصل بالإنترنت يدعم تتبّع أشعة NURBS المباشر.
- RenderGin (Augenblick MMV سابقًا) - مُصيير تتبع أشعة NURBS في الوقت الفِعلي، تم دمج التكنولوجيا في VRED.
- Autodesk Realtime Renderer (سابقًا VSR Realtime Renderer) -مُصيير تتبع الشُعاع لـ Rhinoceros 3D
- Arnold Renderer - وحدة معالجة مركزية أو وحدة معالجة الرسومات (GPU) مُصيير تتبع المسار أحادي الاتجاه للرسوم المتحركة والتأثيرات المرئية
- السلحفاة - مُصيير أساسي لتصّيير النسيج في مايا إل تي؛ تم استخدام تقنية التصّيير أيضًا في Beast، وهي أداة وسيطة للإضاءة.
- برنامج مايا - مُصيير هجين سكان لاين/ raytracing في مايا
- 3ds Max Scanline - خط مسح ضوئي/ تتبع شعاع / مُصيير إشعاعي في ثري دي إس ماكس
- لآيت سكيب Lightscape - مُصيير إشعاعي؛ تم دمج تقنياتها في Autodesk VIZ (لاحقًا 3ds Max Design).[31]
- مايا فيكتور - مُصيير متجه يعتمد على تقنية RAViX الخاصة بـ Electric Rain.
- نظام رسومات واحد - عارض GPU الواقعي/ غير الواقعي، ويعرف أيضًا باسم Nitrous / Quicksilver في ثري دي إس ماكس وفيو بورت 2.0 / هاردوير 2.0 في مايا مايا هاردوير - مُصيير تنقيط GPU قديم في مايا 2017 أو ما قبله.

## التاريخ
كان أول منتج ملحوظ لـ أوتوديسك هو أوتوكاد، وهو تطبيق تصميم بمساعدة الكمبيوتر مصمم للتشغيل على الأنظمة المعروفة باسم «أجهزة الكمبيوتر الصغيرة» في ذلك الوقت، بما في ذلك تلك التي تعمل بنظام التشغيل 8 بت CP / M واثنين من أنظمة 16 بت الجديدة، فيكتور 9000 والكمبيوتر الشخصي آي بي إم (PC). جعلت هذه الأداة المقدمة في متناول شركات التصميم والهندسة والهندسة المعمارية الصغيرة لإنشاء رسومات فنية مفصلة. أصبحت أوتوديسك شركة عامة في عام 1985. لم يستمتع جون والكر بعملية كتابة نشرة الإصدار حيث شبه العملية بـ «الاستلقاء على الشاطئ أو اللعب بالمناشير».
تضمن الإصدار 2.1 من أوتوكاد، الذي تم إصداره في عام 1986، أوتو ليسب، وهو مترجم لغة برمجة ليسب مدمج يعتمد في البداية على XLISP. فتح هذا الباب أمام مطوري الطرف الثالث لتوسيع وظائف أوتوكاد، لمعالجة مجموعة واسعة من الأسواق الرأسية، وتعزيز اختراق سوق أوتوكاد.
بعد الإصدار 13 من أوتوكاد، توقفت الشركة عن دعم بيئة يونكس ونظام أبل ماكنتوش الأساسي. بعد الإصدار 14 من أوتوكاد (كان R13 هو الإصدار الأخير من دوس ويونكس)، والذي تم شحنه لأول مرة في عام 1997، أوقف أوتوديسك التطوير تحت دوس، وركز بشكل حصري على مايكروسوفت ويندوز. نما برنامج أوتوكاد ليصبح أكثر برامج كاد استخدامًا للتطبيقات غير المتخصصة ثنائية الأبعاد. تُستخدم تنسيقات الملفات الأصلية المكتوبة بواسطة أوتوكاد وأوتوكاد دي إكس إف وDWG أيضًا على نطاق واسع للتشغيل البيني لبيانات كاد.
في عام 1989، نمت مبيعات أوتوديسك إلى أكثر من 100,000,000 دولار أمريكي بعد أربع سنوات تشغيلية فقط.
في التسعينيات، مع شراء سوفت ديسك في عام 1997، بدأت أوتوديسك في تطوير إصدارات متخصصة من أوتوكاد، تستهدف قطاعات الصناعة الواسعة، بما في ذلك الهندسة المعمارية والهندسة المدنية والتصنيع. منذ أواخر التسعينيات، أضافت الشركة عددًا من المنتجات الهامة غير المعتمدة على أوتوكاد، بما في ذلك ريفيت، وهو تطبيق نمذجة بناء حدودي (تم الحصول عليه في عام 2002، من ريفيت تكنولوجيز ومقرها ماساتشوستس مقابل 133 مليون دولار)، وإنفنتر، وهو مطور داخليًا حدودي تطبيق التصميم الميكانيكي كاد.
في عام 2007، رفع تيموثي فيرنور دعوى قضائية ضد شركة أوتوديسك (فيرنور ضد شركة أوتوديسك.)، مدعيا أنه يحق له إعادة بيع نسخ «مستعملة» من برنامج أوتوكاد على موقع إي باي. كان قد حصل على البرنامج من مُرخص له من أوتوديسك في عملية تصفية مكتب. رفض قاضٍ فيدرالي في واشنطن طلب أوتوديسك الأولي بالرفض في أوائل عام 2008. في فبراير ومارس 2009، قدم كلا الجانبين اقتراحات لحكم موجز يعالج قضية ما إذا كان مبدأ البيع الأول ينطبق على البرامج المرخصة مسبقًا. حكمت المحكمة لصالح فيرنور، معتبرة أنه عندما يكون نقل البرنامج إلى المشتري يشبه ماديًا عملية بيع (سعر غير متكرر، الحق في الحيازة الدائمة للنسخة) فإنه في الواقع، «بيع مع قيود على الاستخدام» مما أدى إلى الحق في إعادة بيع النسخة بموجب مبدأ البيع الأول. على هذا النحو، لم تتمكن أوتوديسك من اتخاذ إجراء بشأن انتهاك حقوق الطبع والنشر ضد فيرنور، الذي سعى إلى إعادة بيع الإصدارات المستخدمة من برامجه على إي باي. استأنف أوتوديسك القرار أمام محكمة الاستئناف الأمريكية للدائرة التاسعة، التي ألغت حكم المحكمة الأدنى، وحرمت فيرنور من الحق في إعادة بيع برامج أوتوديسك بسبب قيود الترخيص غير القابلة للتحويل من أوتوديسك. في أكتوبر 2011، سمحت المحكمة العليا الأمريكية بإصدار حكم محكمة الاستئناف بالدائرة التاسعة.
قدمت أوتوديسك شعارها الحالي في مؤتمر تيد في لونج بيتش، كاليفورنيا في 26 فبراير 2013.
أعلنت شركة أوتوديسك عن أكبر عملية تسريح في تاريخها في 27 نوفمبر 2017 مع تسريح 1150 وظيفة. هذا بالإضافة إلى ما يقرب من 1000 وظيفة تم قطعها في يناير 2016. وقد تقلص عدد موظفي أوتوديسك من حوالي 9200 إلى 7200 في أقل من عامين.

## وصلات خارجية
- الموقع الرسمي